# Rictocystis
Rictocystis is een geslacht van zee-egels uit de familie Pourtalesiidae.

## Soorten
- Rictocystis jensenae Mironov, 1996